# Cléopâtre
Cléopâtre is een Franse stomme film uit 1899. De film werd geregisseerd door Georges Méliès.

## Verhaal
Een man vindt een graftombe en ontdekt de mummie van Cleopatra VII, de koningin van Egypte (51 tot 30 v.C.). Tot zijn ontsteltenis komt de mummie tot leven. Deze film kan als een van de allereerste horrorfilms aanzien worden.
De film ging verloren in de jaren 1930 maar in september 2005 werd gedacht dat deze film teruggevonden was. Echter bleek het te gaan om L'Oracle de Delphes, een andere film van George Méliès.

## Rolverdeling
| Acteur         | Personage      |
| -------------- | -------------- |
| Jeanne d'Alcy  | Cleopatra      |
| Georges Méliès | Tombe opgraver |